# Barbarki
Barbarki – część wsi Błociszewo w Polsce, położona w województwie wielkopolskim, w powiecie śremskim, w gminie Śrem, przy drodze powiatowej nr 4069 z Pucołowa do Kadzewa przez Wyrzekę.
W latach 1975–1998 Barbarki należały administracyjnie do województwa poznańskiego.
Barbarki były folwarkiem należącym do Błociszewa założonym w 1680 roku przez Macieja Błociszewskiego i jego żonę, Barbarę z Kwileckich.